# Леонарисо
Леона̀рисо (на гръцки: Λεονάρισσο; на турски: Ziyamet) е село в Кипър, окръг Фамагуста. Според статистическата служба на Северен Кипър през 2011 г. селото има 739 жители.
Де факто е под контрола на непризнатата Севернокипърска турска република.